# 太陽の恋人
『太陽の恋人』（たいようのこいびと）は、原作：梶原一騎・画：かざま鋭二による日本の漫画作品。『週刊少年チャンピオン』（秋田書店）にて、1971年24号から53号まで連載された。1971年にテレビドラマ化された。
『太陽の恋人』は漫画としては中期のタイトルであり、1970年14号から1971年21号までは『朝日の恋人』、テレビドラマ化の際に改題、さらに1972年5号から15号は『夕日の恋人』というタイトルであった。秋田書店（チャンピオンコミックス）の単行本は『朝日の恋人』のタイトルで全4巻が刊行された。

## 登場人物
- 天地真理
- 坂本征二
- 馬場修平
- 芳村道雄
- 南条夕美

## テレビドラマ
1971年7月22日から10月14日まで、NETテレビ（現：テレビ朝日）系で毎週木曜20時 - 20時54分に全13話が放送された。主演は同じ梶原一騎原作の『柔道一直線』に引き続き桜木健一と吉沢京子が務めた。視聴率を取れず、1クールで終了した。

### キャスト
- 坂本征二：桜木健一
- 天地真理：吉沢京子
- 芳村信夫：竹尾智晴
- 馬場修平：北村晃一
- 中川先生：西恵子
- 校長先生：丸山修
- 坂本みどり：林寛子
- 坂本秀三：三浦康晴
- 坂本文代：小畠絹子
- 坂本平太郎：小山田宗徳
- 天地政五郎：中村竹弥
- ナレーター：八代駿

### スタッフ
- プロデューサー：武田和也、高橋正樹、平山亨、斉藤頼照
- 脚本：須崎勝弥
- 音楽：渡辺岳夫
- 撮影：猪熊雅太郎ほか
- 制作：NET、東映
- 監督の奥中惇夫は『柔道一直線』からの流れで『仮面ライダー』への参加が予定されていたが、東映プロデューサーの平山亨からの要請により本作品へ参加した[1]。

### 主題歌
「太陽の恋人」
作詞：長浜正和 / 補作詞：山上路夫 / 作曲：渡辺岳夫 /編曲：高原哲 /唄：桜木健一（キャニオンレコード）

### サブタイトル
| 回数 | 放送日         | サブタイトル     | 監督     |
| ---- | -------------- | ---------------- | -------- |
| 1    | 1971年 7月22日 | これが初恋か     | 奥中惇夫 |
| 2    | 7月29日        | 初恋戦線異常あり | 奥中惇夫 |
| 3    | 8月5日         | げんこつと涙     | 奥中惇夫 |
| 4    | 8月12日        | 光と影の青春     | 奥中惇夫 |
| 5    | 8月19日        | すばらしい悪戯   | 畠山豊彦 |
| 6    | 8月26日        | 危険な招待       | 畠山豊彦 |
| 7    | 9月2日         | 入道雲が笑ってる | 奥中惇夫 |
| 8    | 9月9日         | 激流の悲歌       | 畠山豊彦 |
| 9    | 9月16日        | 夏の終りの奇跡   | 奥中惇夫 |
| 10   | 9月23日        | 九月のスキャット | 奥中惇夫 |
| 11   | 9月30日        | 仮面の微笑       | 奥中惇夫 |
| 12   | 10月7日        | 華やかな対決     | 吉川一義 |
| 13   | 10月14日       | 明日への乱舞     | 吉川一義 |

### ネット局
関西地区では当時の系列局だった毎日放送が東京12チャンネル（現：テレビ東京）の番組を同時ネットしていた関係で、独立UHF放送局のサンテレビ・近畿放送（現：京都放送）で1週遅れの水曜20時 - 20時54分に放送された。また、広島地区でも広島ホームテレビでは日本テレビ系列との同時ネット枠としていた関係で1日遅れの金曜19:00から放送された。

### 前後番組
| NET系 木曜20時台枠 | NET系 木曜20時台枠 | NET系 木曜20時台枠 |
| 前番組             | 番組名             | 次番組             |
| ------------------ | ------------------ | ------------------ |
| お待ちどおさま     | 太陽の恋人         | 女・おとこ         |